# Glaucocharis subnatalensis
Glaucocharis subnatalensis là một loài bướm đêm trong họ Crambidae.